# Thomas-Simon Gueullette
Thomas-Simon Gueullette (* 2. Juni 1683 in Paris; † 22. Dezember 1766 in Charenton-le-Pont) war ein französischer Schriftsteller.

## Leben und Werk
Thomas-Simon Gueullette war Jurist in Paris. Angeregt durch die von Antoine Galland gefertigte Übertragung der Erzählsammlung Tausendundeine Nacht veröffentlichte Gueullette von 1712 bis 1738 zahlreiche Erzählungen, die er als bretonisch, tartarisch, chinesisch, mongolisch und peruvianisch bezeichnete und mit denen er großen Erfolg hatte, vor allem im europäischen Ausland. Viele wurden ins Deutsche übersetzt. Der größte Erfolg stellte sich in England ein, wo die tartarischen Märchen 17 Auflagen erlebten. Charles-Joseph Mayer übernahm sie zum Teil in seine 41-bändige Sammlung von Feenmärchen und Erzählungen unter dem Titel Le Cabinet des fées. 2010 wurden sie neu herausgegeben.
Für das Theater schrieb Gueullette rund 70 sogenannte „parades“, die dem Genre der Farce zuzurechnen sind. Bemerkenswert sind auch seine Erinnerungen an das Théâtre-Italien und seine Beiträge zum Dictionnaire des théâtres de Paris von François Parfaict (1756).
Schließlich leistete er Bedeutendes als Herausgeber von Antoine de La Sales Roman Petit Jehan de Saintré (1724), von Montaigne (1725), Gerbert de Montreuil (1725), Rabelais (1732) und der Farce de Maître Pathelin (1748).

## Schriften

### Erzählungen
- (1712) Les Soirées bretonnes. Nouveaux contes de fée.
- (1715) Les mille et un quart-d’heure. Contes tartares. 4 Bände. 1715–1717, 1723. 2 Bände. P. Picquier, Arles 1994.
  - (deutsch) Tausend und eine Viertelstunde, enthaltend tartarische Originalerzählungen, vorgetragen von dem Arzte Ben Eridnin zur Unterhaltung des blinden Königs Schems-Eddin. Hrsg. Julius Heinrich Dessauer. 2 Bände. Palm, Erlangen 1844–1845.
- (1723) Les avantures merveilleuses du mandarin Fum-Hoam, contes chinois. 2 Bände
  - (deutsch) Die wundersamen Begebenheiten des Mandarin Fum Hoam oder seltsame chinesische Geschichte. 2 Bände. Weidmann, Leipzig 1727.
  - (deutsch) Wundersame Begebenheiten des Yu-Li, eines Tunkinischen Mandarins. 2 Bände. Albert Friedrich Bartholomäi, Augsburg 1778.
- (1732) Les Sultanes de Guzarate, ou Les songes des hommes éveillés. Contes mogols. 3 Bände.
  - (deutsch) Die Sultaninnen von Guzarate, oder Die Träume wachender Menschen. Lustige Erzählungen aus Mogol. Lochner, Leipzig 1735.
- (1733) Les Mille et une heure. Contes péruviens. 2 Bände.
- (1738) Mémoires de Mademoiselle Bontemps ou de la comtesse de Marlou. 2 Bände.
  - (deutsch) Begebenheiten der Jungfer Bontems oder der Gräfinn von Marlou. Leipzig 1740.
- Contes. Hrsg. Jean-François Perrin. 3 Bände. Champion, Paris 2010.
  - 1. Les soirées bretonnes. Les mille et un quarts d’heure, contes tartares.
  - 2. Les aventures merveilleuses du mandarin Fum-Hoam, contes chinois. Les sultanes de Guzarate ou Les songes des hommes éveillés, contes mongols.
  - 3. Les mille et une heures, contes péruviens.
- Sur l’échafaud. Histoires de larrons et d’assassins, 1721–1766. Hrsg. Pascal Bastien. Mercure de France, Paris 2010.

### Weitere Werke (Auswahl)
- Théâtre des boulevards ou Recueil de parades. 2 Bde. 1756. E. Rouveyre, Paris 1881. (Hrsg. Georges d’Heylli)
- Parades inédites. Hrsg. Charles Gueullette. Librairie des bibliophiles, Paris 1885.
- Notes et souvenirs sur le théâtre italien au XVIIIe siècle. Hrsg. Jean-Émile Gueullette. Droz, Genf 1938. Slatkine, Genf 1976.